# Njegoševa (Bělehrad)
Njegoševa (srbsky Његошева) je ulice v centrální části Bělehradu, hlavního města Srbska. Leží jihovýchodně od středu města. Spojuje ulici Kralja Milana u domu Beograđanka s ulicí Maksima Gorkog u náměstí Plato Soje Jovanović. Je dlouhá cca 1,2 km a pojmenována je podle černohorského básníka a vladyky Petra II. Petroviće-Njegoše.

## Historie
Ulice vznikla v rámci pravidelné uliční sítě této části Bělehradu na konci 19. století. Původně se zde nacházela podmáčená půda, kterou díky iniciativě misionáře Francise Makenzieho byla přeměněna na stavební pozemky. Její vyasfaltování a prodloužení umožnilo v první polovině 20. století další rozvoj města.
Původně se ulice táhla na západní straně až po frekventovanou třídu Kneza Miloša, tento úsek byl ale oddělen a přejmenován po Masarykovi. 

## Doprava
Jedná se o relativně málo frekventovanou ulici, která je doplněna ve své centrální části stromořadím.

## Významné objekty
- Cvetni trg
- III. bělehradské gymnázium
- Budova státní chemické laboratoře
- Dům plukovníka Elezoviće
- radnice městské opštiny (místní části) Vračar
- tržnice Kalenić